# Nicko McBrain
Michael Henry "Nicko" McBrain (sz. 1952. június 5., Hackney, London, Anglia) angol zenész, az Iron Maiden együttes dobosa. A Nicko becenevet Billy Day billentyűs adhatta neki, amikor úgy mutatta be egyszer, hogy „Ő itt az olasz dobosom, Nicko”. McBrain viszont azt állítja, hogy volt egy plüss medvéje, akit Nicholasnak hívtak és állandóan magával hordozta, ezért a szülei elkezdték őt Nickynek szólítani.
McBraint nagyra értékelik a kritikusok. A Rhythm Magazine a 18. helyre rangsorolta a Minden idők 50 legjobb dobosa listáján.

## Zenei pályafutása
McBrain 1975-ben csatlakozott a Streetwalkers nevű együtteshez, utána a Pat Traversnél, majd a Trustnál volt dobos. Az 1980-as évek elején, amikor a McKittynél dobolt, találkozott az Iron Maiden basszusgitárosával és alapítójával, Steve Harris-szel. A Trust segített az Iron Maiden The Number of the Beast világ körüli turnéján, 1982-ben. Hivatalosan 1982 decemberében lett az együttes dobosa. Első lemeze a zenekarral az 1983-as Piece of Mind.
McBrain az 1980-as évek elejétől használt Sonor dobokat Paiste cintányérokkal kiegészítve. 1990-ben másfél órás doboktató videót készített. McBrain sajátos humorával kísérve bemutatja a dob egyes részeit, a dobolás alapjait, valamint ellátogathatunk a Paiste gyárba és a Beyer Dynamichoz, ahol a dobmikrofonokat készítik. A videó csúcspontja a Rhythm of the Beast c. dal, ahol fúvósok, Hammond orgona és Dave Murray társaságában játszik. A videó kiadását dobklinika-előadások követték. A Sonor támogatásának megszűnte után, 1993-tól McBrain a Premier dobjaira tért át. 2004-ben összehozott egy saját hobbizenekart McBrain Damage néven, ahol barátaival zenél. 2015-től 2022-ig Nicko ismét Sonor dobokon játszott. 2022-től a British Drum Company (BDC) dobjait használja.
2023 elején kisebb agyvérzésen esett át, de felépült, és még végigdobolta az Iron Maiden Future Past World Tour nevű turnéját. 2024 december 7.-én bejelentette, hogy visszavonul az aktív turnézástól.

## Diszkográfia
Streetwalkers
- Downtown Flyers (1975)
- Red Card (1976)

Pat Travers
- Makin' Magic (1977)
- Putting It Straight (1977)

Trust
- Marche ou Crève / Savage (1981)

Iron Maiden
- Piece of Mind (1983)
- Powerslave (1984)
- Somewhere in Time (1986)
- Seventh Son of a Seventh Son (1988)
- No Prayer for the Dying (1990)
- Fear of the Dark (1992)
- The X Factor (1995)
- Virtual XI (1998)
- Brave New World (2000)
- Dance of Death (2003)
- A Matter of Life and Death (2006)
- The Final Frontier (2010)
- The Book of Souls (2015)
- Senjutsu (2021)